# Acceso secuencial

Acceso secuencial y acceso aleatorio

En ciencias de la comsyudahttps://safety.google/privacy/privacy-controls/?hl=es-419putación, el acceso secuencial significa que un grupo de elementos es accedido en un predeterminado orden secuencial (un registro a la vez).
Secuencialmente, a veces, es la única forma de acceder a los datos, por ejemplo, en una cinta magnética.
También puede ser el método de acceso elegido, para simplemente procesar una secuencia de datos en orden.

## Acceso secuencial en estructuras de datos
En las estructuras de datos, una estructura tiene acceso secuencial si sólo se pueden acceder a los valores contenidos en un determinado orden.
El ejemplo trivial es la lista enlazada.